# (26906) Rubidia
(26906) Rubidia est un astéroïde de la ceinture principale.

## Description
(26906) Rubidia est un astéroïde de la ceinture principale. Il fut découvert le 22 janvier 1996 à Socorro (Nouveau-Mexique) par Robert Weber. Il présente une orbite caractérisée par un demi-grand axe de 2,56 UA, une excentricité de 0,22 et une inclinaison de 15,4° par rapport à l'écliptique.

## Compléments